# إثبات خاطئ

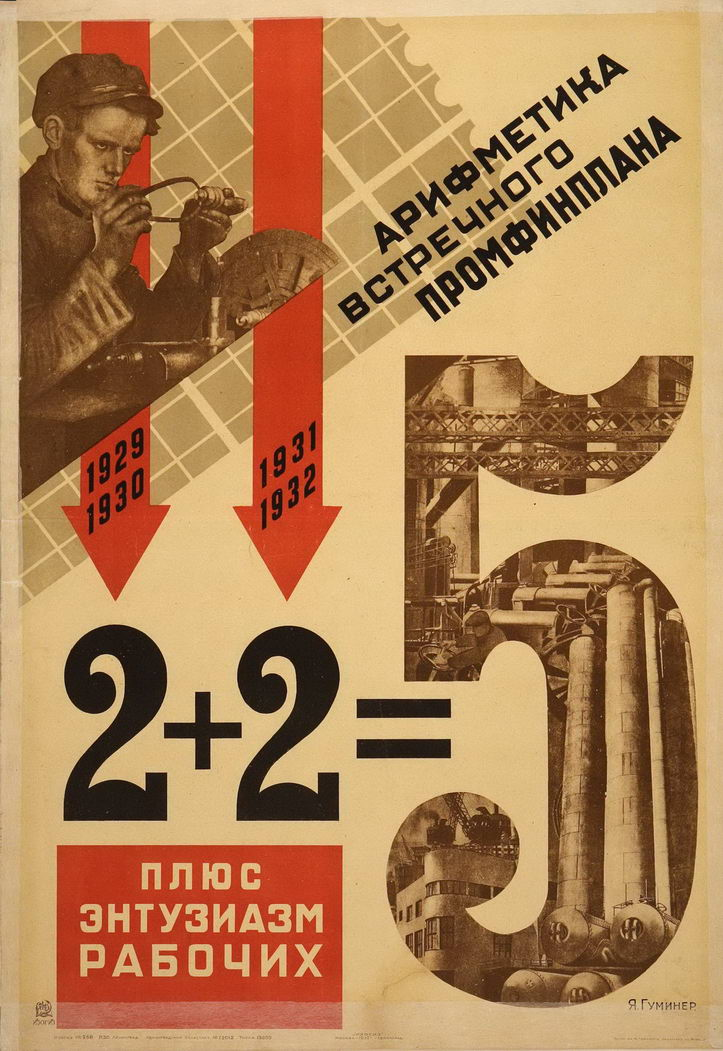

تطلق عبارة إثبات خاطئ أو مغالطة رياضية أو مبرهنة خاطئة أو إثبات غير مشروع على أي تعبير زائف الإثبات في الرياضيات. تعتمد أغلب طرق البراهين الزائفة أساليب تضليل بارعة تصل في النهاية لعمل خرق فاضح في القانون الرياضي مما يعطي البعض فرصة للتشكيك في صحة الرياضيات. ومع ذلك فإن مثل هذه البراهين تدل على مدى ضرورة الدقة في الرياضيات. يعد كتاب سيوداريا Pseudaria من الكتب القديمة ذات البراهين الخاطئة ويعزى إلى إقليدس.
فيما يلي ستتم الإشارة إلى بعض وأكثر البراهين الخاطئة انتشارا.

## الأس والجذر

### إثبات أن 1=-1

#### نسخة 1
نبدأ بالمطابقة
{\displaystyle -1=-1\,}
نحول طرفي المعادلة إلى كسور عامية
{\displaystyle {\frac {1}{-1}}={\frac {-1}{1}}}
بتطبيق قاعدة الجذر على الطرفين نجد أن
{\displaystyle {\sqrt {\frac {1}{-1}}}={\sqrt {\frac {-1}{1}}}}
{\displaystyle {\frac {\sqrt {1}}{\sqrt {-1}}}={\frac {\sqrt {-1}}{\sqrt {1}}}}
بضرب الطرفين × {\displaystyle {\sqrt {1}}\cdot {\sqrt {-1}}} نحصل على
{\displaystyle {\sqrt {1}}\cdot {\sqrt {1}}={\sqrt {-1}}\cdot {\sqrt {-1}}}
إن تربيع أي جذر تربيعي يعطي الرقم الأصلي وعليه
{\displaystyle \displaystyle {1=-1}}
و هو المطلوب إثباته (هـ.ط.ث. Q.E.D.)
بالطبع الاثبات غير مشروع لأنه تم تطبيق قاعدة الجذر التربيعي بطريقة خاطئة.
{\displaystyle {\sqrt {\frac {x}{y}}}={\frac {\sqrt {x}}{\sqrt {y}}}}
يكون هذا صحيحا فقط عندما تكون قيم x و y أعداد حقيقية موجبة وهذا مالم يتم اقتضاؤه سابقا. على هذا الأساس فالبرهان خاطئ

#### نسخة 2
بواسطة التلاعب بالأساسات، يمكن اشتقاق البراهين الخاطئة التالية:
{\displaystyle 1={\sqrt {1}}={\sqrt {(-1)(-1)}}={\sqrt {-1}}{\sqrt {-1}}=-1}
هـ.ط.ث.
تكون القاعدة {\displaystyle {\sqrt {xy}}={\sqrt {x}}{\sqrt {y}}} عموما مشروعة فقط إذا كان أحد الأعداد x أو y على الأقل موجبا، وهذه ليست الحال هنا. بطريقة أخرى يمكن للمرء النظر للجذر التربيعي على أنه دالة ثنائية القيمة في الأعداد المركبة وفي هذه الحال يقدر طرفا المعادلة السابقة بـ{1, −1}.
كذلك يقتضى أنه إذا كان الجذر التربيعي في بداية مسألة تكون الإجابة الموجبة هي الوحيدة المطلوبة، ولذلك إذا
بدأنا بـ1=1 ثم البناء حتى {\displaystyle {\sqrt {1}}\,} سنصل في النهاية إلى 1= ± 1
تقنيا نستخلص أن تعويض ± 1 = ± 1 فيما سبق يصل بنا إلى النتيجة الخاطئة 1 = 1, 1 = -1, -1 = 1, -1 = -1

#### نسخة 3
بالعبور إلى ومن الأعداد الحقيقية للأعداد المركبة يمكن اشتقاق الاثبات الغير مشروع كما يلي:
{\displaystyle -1=(-1)^{3}=(-1)^{\frac {6}{2}}=((-1)^{2})^{\frac {3}{2}}=1^{\frac {3}{2}}=1}
هـ.ط.ث.
المعادلة abc = (ab)c لأي عددين حقيقيين b وc عمومامشروعة فقط عندما يكون a موجبا، وهذه الحالة ليست هنا.

#### نسخة 4
بالاستعانة بالمتطابقة المثلثية
{\displaystyle \,\cos ^{2}x=1-\sin ^{2}x}.
برفع طرفي المعادلة للقوة 3/2 نحصل على
{\displaystyle (\cos ^{2}x)^{\frac {3}{2}}=(1-\sin ^{2}x)^{\frac {3}{2}}}
{\displaystyle (\cos ^{3}x)=(1-\sin ^{2}x)^{\frac {3}{2}}}.
والان لتكن x = π. حينئذ
{\displaystyle -1=(1-0)^{\frac {3}{2}}}
{\displaystyle -1=1.\,}
هـ.ط.ث.
في هذا البرهان، بدأت المغالطة في الخطوة الثالثة، حيث تم تطبيق القاعدة (ab)c = abc دون التأكد من أن a موجبة القيمة. أيضا، في الخطوة الرابعة، لم يتم الكشف عن جميع الجذور الممكنة {\displaystyle (1-0)^{\frac {3}{2}}}. مع أن 1 يعتبر جذرا، −1 هو جذر أيضا.
بالغاء الإجابة الخاطئة 1 يتبقى لدينا الإجابة الصحيحة −1 = −1.

### اثبات أنx=yلأي أعداد حقيقيةxوy
إذا كان ab = ac'، فإن b = c. لذلك، بما أن1x = 1y، يمكننا استنباط أن x = y.
هـ.ط.ث.
الخطأ في هذا الاثبات يقع في الحقيقة أن القاعدة المنصوص عليها صحيحة فقط لعدد موجب a لا يساوي 1.

### اثبات أن الجذر التربيعي لـ 1 = -1
{\displaystyle {\sqrt {-1}}=(-1)^{\frac {2}{4}}=((-1)^{2})^{\frac {1}{4}}=}
{\displaystyle 1^{\frac {1}{4}}=1}
هـ.ط.ث.
يقع الخطأ هنا في السطر الأخير من الاثبات، حيث أهملنا الجذور الرباعية الأخيرة لـ1، وهي −1, i
و− i (حيث أن i هي الوحدة التخيلية).

## 1+1+1+... =1
هنا أيضا خدعة شائعة تستخدم لإثبات أن حاصل جمع أي عدد من الواحدات ينتج عنه الرقم 1 أيضا:
لو وضعنا:
0 + 0 = 0
ثم عوضنا عن x = 0 في المعادلة السابقة لتصبح:
x = x + x
وبقسمة الطرفين على x نحصل على
1 + 1 = 1
بتعميم هذه الطريقة يمكن أيضا اثبات أن
1 + 1 + 1 +... 1 = 1
طالما وصلنا للصيغة:
x = x... + x + x + x
بالتأكيد فالخطأ الذي يقع فيه الجميع هو عند السماح بالقسمة على x مع أنه لا يجوز رياضيا القسمة على 0 وبشكل خاص عندما يكون كل من البسط والمقام أصفارا لأن النتيجة تصبح غير معرفة. كما أنه لا يمكن تحويل العبارة 0=0+0 إلى x+x=x.

## 1=2
إثبات أن 1=2 هو نوع من الإثباتات الخاطئة في الرياضيات، وهي الإثباتات التي تصل إلى نتيجة غير منطقية رغم استخدامها القوانين الرياضية.
1.لنأخذ المقدار
س = ص
2.بضرب الطرفين في س
س² =س ص
3.بطرح ص² من الطرفين
س² – ص²=س ص – ص²
4.بتحليل الطرفين
(س+ص) (س–ص) = ص (س–ص)
5.بقسمة الطرفين على (س–ص)
(س+ص)= ص
6.وبما أن س = ص ←
(ص+ص) = ص ←
 2ص = ص ←
بقسمة الطرفين على ص ←
1 = 2
وهذه بالطبع نتيجة غير منطقية، وذلك لأنه في الخطوة الخامسة قُسم الطرفين على (س-ص)، وهذا المقدار يساوي الصفر (لأن س=ص)، فإن ذلك يعتبر خطأً، لأن القسمة على الصفر هي عملية غير مُعرفة.